# Ꞛ
De letter ꞛ wordt gebruikt in de plantaal Volapük en geeft de klank [ɛ] (in het Nederlands bed). De letter is voorgesteld door Johann Martin Schleyer als alternatief voor de letter ä.
Unicode gebruikt U+A79A voor de hoofdletter (Ꞛ) en U+A79B voor de kleine letter (ꞛ).

HTML gebruikt de code &#xa79a voor de hoofdletter (Ꞛ) en &#xa79b voor de kleine letter (ꞛ).